# Gare de Kotohira
La gare de Kotohira (琴平駅, Kotohira-eki) est une gare ferroviaire située à Kotohira, dans la préfecture de Kagawa au Japon. Elle est exploitée par la JR Shikoku.

## Situation ferroviaire
La gare de Kotohira est située au point kilométrique (PK) 11,3 de la ligne Dosan.

## Histoire
La gare de Kotohira a été inaugurée le 23 mai 1889.

## Service des voyageurs

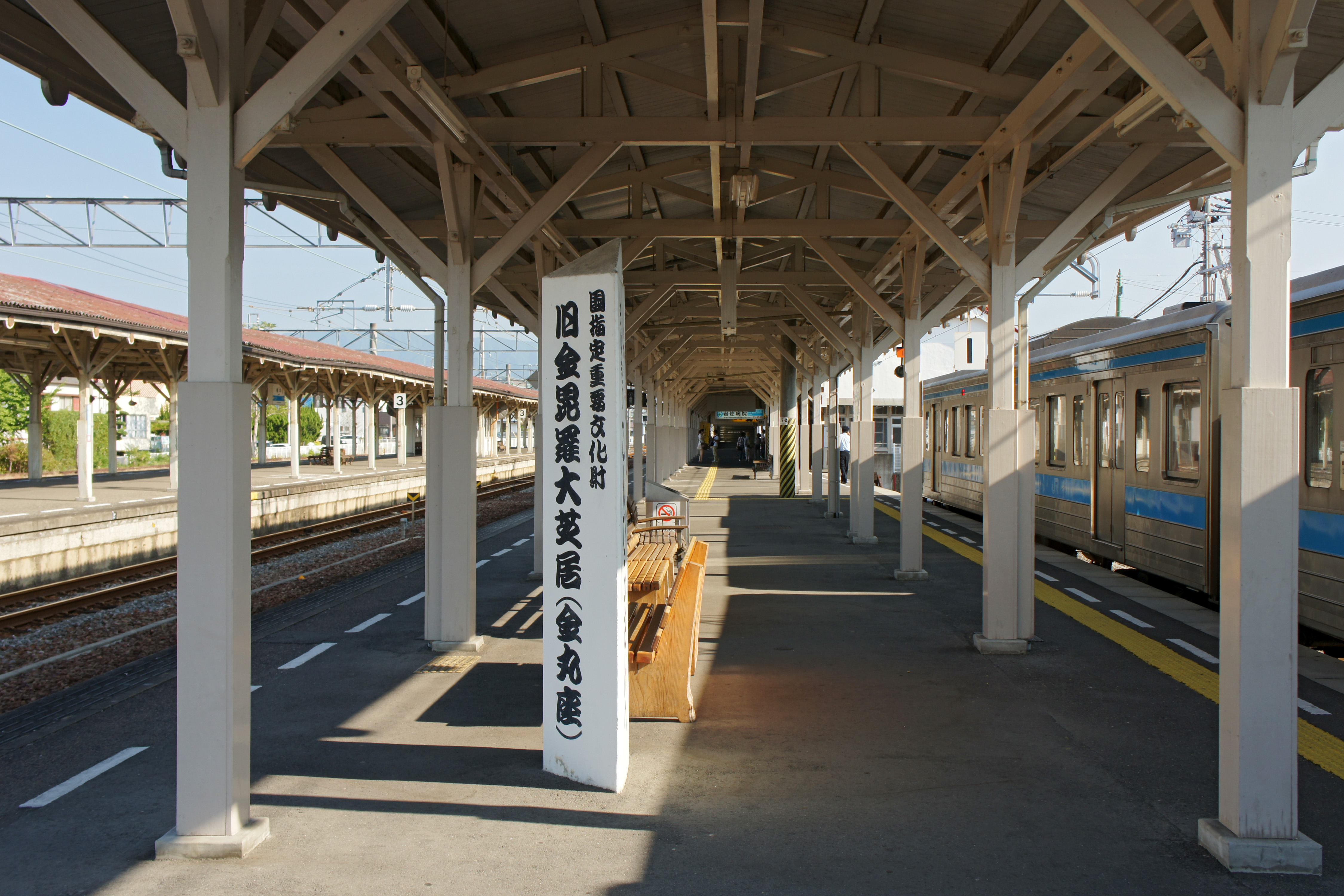
Vue des quais.

### Accueil
La gare dispose d'un bâtiment voyageurs, avec guichets, ouvert tous les jours.

### Desserte
- Ligne Dosan :
  - voies 1 à 4 : direction Tadotsu, Takamatsu et Okayama
  - voies 2 à 4 : direction Awa-Ikeda, Kōchi et Nakamura

### Intermodalité
La gare de Kotoden-Kotohira de la compagnie Kotoden est située à 200 m à l'ouest de la gare.